# Victor Pițurcă
Victor „Piți“ Pițurcă (* 8. Mai 1956 in Orodel, Kreis Dolj) ist ein ehemaliger rumänischer Fußballspieler und derzeitiger -trainer. Als Spieler bestritt er 301 Spiele in der höchsten rumänischen Fußballliga, der Divizia A, und erzielte dabei 165 Tore.

## Laufbahn

### Im Verein
Victor Pițurcă begann im Alter von 14 Jahren bei Universitatea Craiova mit dem Fußballspielen. Um zu Spielpraxis zu kommen, wurde Pițurcă als 18-Jähriger zu Beginn der Saison 1974/75 an Dinamo Slatina in die zweitklassige Divizia B ausgeliehen. Nach einem Jahr kehrte er nach Craiova zurück und wurde Mitglied der ersten Mannschaft. Sein Debüt in der Divizia A gab er am 19. November 1975. Dies sollte aber nur einer von wenigen Einsätzen von Pițurcă für Uni Craiova bleiben. Da er nur wenig berücksichtigt wurde, wechselte er 1977 erneut in die Divizia B zu Pandurii Târgu Jiu. Nach dem Abstieg am Ende der Saison schloss er sich schon 1978 dem Ligakonkurrenten CSM Drobeta Turnu Severin an, konnte aber auch hier den Abstieg nicht vermeiden.
Trotz der fehlenden sportlichen Erfolge wurde der FC Olt Scornicești auf Pițurcă aufmerksam, der gerade in die Divizia A aufgestiegen war. Beim FC Olt gelang ihm der Sprung zum Stammspieler und er hatte maßgeblichen Anteil daran, dass Olt zunächst die Klasse hielt und sich in den folgenden Jahren im vorderen Mittelfeld platzieren konnte, ohne die Qualifikation zum Europapokal zu erreichen. Nach dem Wechsel zu Steaua Bukarest im Jahr 1983 gelang Pițurcă endgültig der Durchbruch und feierte seine größten Erfolge mit Steaua. Bis 1989 konnte er fünf Meisterschaften und vier Pokalsiege erringen. Den Höhepunkt seiner Karriere stellt der Gewinn des Europapokals der Landesmeister im Jahr 1986 dar, wo er allerdings vor dem entscheidenden Elfmeterschießen ausgewechselt wurde. Im Jahr 1989 erreichte er mit Steaua erneut das Finale, verlor aber gegen den AC Mailand.
Anschließend durfte Pițurcă ins Ausland wechseln und schloss sich dem RC Lens an, der seinerzeit in der Ligue 2 spielte. Dort beendete er im Jahr 1990 seine Karriere.

### In der Nationalmannschaft
Obwohl Pițurcă in der Mitte der 1980er-Jahre einer der erfolgreichsten Torschützen der Divizia A war, bestritt er lediglich 13 Spiele für die rumänische Fußballnationalmannschaft. Sein Debüt gab er am 27. März 1985 gegen Polen. Schon am 18. November 1987 folgte gegen Österreich sein letztes Länderspiel.

### Als Trainer
Nach dem Ende seiner aktiven Laufbahn begann Pițurcă seine Karriere als Trainer. Nachdem er zunächst in der Saison 1991/92 unter Emerich Jenei als Co-Trainer von Steaua Bukarest gearbeitet hatte, wurde er nach dessen Entlassung in der Winterpause Cheftrainer und fuhr mit dem Pokalsieg 1992 seinen ersten Titel ein. Dennoch wurde er nach Saisonende von Anghel Iordănescu abgelöst.
Im Jahr 1994 übernahm Pițurcă seinen Heimatverein Universitatea Craiova als Trainer, wo er 1995 die Vizemeisterschaft errang. Anschließend wurde er von Sorin Cârțu ersetzt. Im Jahr 1996 übernahm er die U21-Nationalmannschaft. Nach der erfolgreichen Qualifikation zur U-21-Fußball-Europameisterschaft 1998 fand diese in Rumänien statt, wo die Mannschaft nach Niederlagen gegen die Niederlande, Deutschland und Russland nur den letzten Platz belegte. Nach dem Rücktritt von Anghel Iordănescu als Trainer der rumänischen Nationalmannschaft nach der Weltmeisterschaft 1998 wurde Pițurcă zum Nationaltrainer berufen. Er führte die Nationalmannschaft erfolgreich durch die Qualifikation für die Europameisterschaft 2000, trat aber noch im Jahr 1999 nach Differenzen mit zwei der besten rumänischen Nationalspieler, Gheorghe Hagi und Gheorghe Popescu, von seinem Amt zurück.
Kurz vor Weihnachten 1999 übernahm Pițurcă seinen ehemaligen Klub Steaua Bukarest, mit dem er 2001 die rumänische Meisterschaft gewann. Nach der missglückten Titelverteidigung wurde er am Ende der Saison 2001/02 entlassen. Da sein Nachfolger Cosmin Olăroiu schlecht in die Saison 2002/03 gestartet war, kehrte Pițurcă bereits im Herbst 2002 zu Steaua zurück. Nach zwei Vizemeisterschaften wurde er im Jahr 2004 erneut entlassen und wurde im Dezember 2004 zum zweiten Mal zum Nationaltrainer berufen. Nachdem er die Qualifikation zur Weltmeisterschaft 2006 verpasst hatte, führte er das Nationalteam souverän zur Europameisterschaft 2008. Im April 2009 wurde er nach einer Reihe schwacher Länderspiele entlassen.
Im Juli 2010 wurde er als neuer Trainer bei Steaua Bukarest vorgestellt. Nachdem er zahlreiche ehemalige Mitspieler aus seiner aktiven Zeit in den Betreuerstab aufgenommen hatte und 14 neue Spieler gekauft worden waren, gab er nur wenige Wochen später, am 6. August 2010, seinen Posten wieder auf. Ursache waren Streitigkeiten mit George Becali, dem Gönner des Vereins, gewesen. Am 26. August 2010 übernahm Pițurcă das Amt des Generalmanagers bei Universitatea Craiova. Nach anhaltenden Meinungsverschiedenheiten mit Adrian Mititelu, dem Mäzen des Vereins, wurde sein Vertrag am 11. Januar 2011 aufgelöst.
Am 15. Juni 2011 wurde von Mircea Sandu offiziell bekanntgegeben, dass Pițurcă ab 1. Juli 2011 erneut Nationaltrainer Rumäniens werden würde. In der Qualifikation zur Weltmeisterschaft 2014 erreichte sein Team in der Gruppe D den zweiten Platz hinter den Niederlanden. In den anschließenden Play-offs gegen Griechenland wurde die WM-Teilnahme jedoch verpasst. Der Start in die Qualifikation zur EURO 2016 verlief positiv. Nach drei Spieltagen rangierte Rumänien ungeschlagen an Position zwei der Tabelle in Gruppe F. Dennoch nahm Pițurcă freiwillig seinen Hut und kündigte die Zusammenarbeit mit dem rumänischen Fußballverband auf.

## Erfolge/Titel

### Als Spieler
Verein
- Europapokal der Landesmeister: 1986
- Europäischer Supercupsieger: 1987
- Finalist im Europapokal der Landesmeister: 1989
- Finalist im Weltpokal: 1986
- Rumänischer Meister: 1985, 1986, 1987, 1988, 1989
- Rumänischer Pokalsieger: 1985, 1987, 1989

Individuell
- Rumänischer Torschützenkönig: 1988
- Gewinner des bronzenen Schuhs: 1988[6]

### Als Trainer
- Teilnehmer U21-EM: 1998
- EM-Qualifikation: 2000 (Nicht teilgenommen), 2008 (Vorrunde)
- Rumänischer Pokalsieger: 1992
- Rumänischer Meister: 2001
- Rumänischer Supercup-Sieger: 2001
- Rumänischer Vizemeister: 1995, 2003, 2004

## Privates
Victor ist der Vater des Fußballspielers Alexandru Pițurcă (* 28. Oktober 1983).